# Gurupá
Gurupá est une municipalité de l'État du Pará. La principale ville de la municipalité, Gurupá, se situe le long du fleuve Amazone.